# Ahmed Touili
Ahmed Touili (arabe : أحمد الطويلي), né le 10 mai 1942 à Kairouan et décédé le 12 janvier 2022 à Tunis, est un universitaire tunisien.

## Biographie
Docteur d'État ès lettres arabes, agrégé de langue et de littérature arabes, il a enseigné à l'université Hankuk des études étrangères à Séoul (Corée du Sud), à l'université du Qatar et à l'université d'État de Norfolk (États-Unis).
Professeur à l'université de Tunis, il est l'auteur d'une centaine de livres sur la civilisation et les littératures arabes et islamiques.
Il est enterré le 13 janvier 2022 au cimetière du Djellaz à Tunis.
Il est marié et père de trois enfants.

## Sélection de publications
- (ar) الأدب التونسي في العهد الحفصي : 625-681 ھ/1227-1274 م [« Littérature tunisienne à l'époque hafside : 625-681 AH/1227-1274 AD »], Tunis, Centre de publication universitaire,‎ 2004, 526 p. (ISBN 978-9973-37-169-0).
- (ar) الأدب بتونس في العهد الحفصي : 625-981 ھ/1227-1574 م [« Littérature en Tunisie à l'époque hafside, 625-981 AH/1227-1574 AD »], Tunis, Centre de publication universitaire,‎ 2004, 526 p. (ISBN 978-9973-37-169-0).
- (ar) رحلة الشرق والغرب [« Voyage en Orient et Occident »], Tunis, Sotepa Graphic,‎ 2004, 224 p. (ISBN 978-9973-37-169-0).
- Personnalités tunisiennes, Tunis, Sotepa Graphic, 2004.
- (ar) مالك بن أنس وأئمة السنة [« Mâlik ibn Anas et les imams de la sunna »], Tunis, Ahmed Touili,‎ 2007, 204 p. (ISBN 978-9973-61-523-7).
- (ar) تاريخ القيروان الثقافي و الحضاري [« Histoire culturelle et civilisationnelle de Kairouan »], Tunis, Alif,‎ 2009, 231 p. (ISBN 978-9973-22-258-9).
- (ar) حدث بالقيروان : من فتح إفريقية إلى سنة 1881 [« Faits notables à Kairouan : de la conquête de l'Ifriqiya à l'année 1881 »], Carthage, Beït El Hikma,‎ 2009, 131 p. (ISBN 978-9973-49-078-0).
- (ar) تاريخ القيروان الثقافي و الحضاري [« Histoire culturelle et civilisationnelle de Kairouan »], Tunis, Alif,‎ 2009, 231 p. (ISBN 978-9973-22-258-9).
- (ar) الصداق القيرواني [« Contrat de mariage kairouanais »], Tunis, Alif,‎ 2010, 104 p. (ISBN 978-9973-22-257-2).
- Miroir de mes livres : une randonnée dans les sentiers de la civilisation tunisienne  (préf. Kamel Ben Ouanès), Tunis, Ahmed Touili, 2010, 147 p. (OCLC 949136391).
- (ar) في رحاب الفلاسفة والعلماء المسلمين [« Au Cénacle des philosophes et des savants musulmans »], Tunis, Imprimerie officielle de la République tunisienne,‎ 2013, 174 p. (ISBN 978-9938-05-363-0).